# Saint-Germain-de-la-Grange
Saint-Germain-de-la-Grange is een gemeente in het Franse departement Yvelines (regio Île-de-France) en telt 1790 inwoners (2004). De plaats maakt deel uit van het arrondissement Rambouillet.

## Geografie
De oppervlakte van Saint-Germain-de-la-Grange bedraagt 5,2 km², de bevolkingsdichtheid is 344,2 inwoners per km².
De onderstaande kaart toont de ligging van Saint-Germain-de-la-Grange met de belangrijkste infrastructuur en aangrenzende gemeenten.

## Demografie
Onderstaande figuur toont het verloop van het inwonertal (bron: INSEE-tellingen).